# Litoria hunti
Litoria hunti es una especie de anfibio anuro de la familia Pelodryadidae.

## Distribución geográfica
Esta especie es endémica de la provincia de Sandaun en Papúa Nueva Guinea. Habita en Utai.

## Etimología
Esta especie lleva el nombre en honor de la familia Hunt de Adelaida, por su apoyo en el Museo de Australia del Sur.

## Publicación original
- Richards, Oliver, Dahl & Tjaturadi, 2006 : A new species of large green treefrog (Anura: Hylidae: Litoria) from northern New Guinea. Zootaxa, n.º 1208, p. 57-68.[5]